# 5553 Chodas
5553 Chodas (1984 CM1) là một tiểu hành tinh vành đai chính được phát hiện ngày 6 tháng 2 năm 1984 bởi E. Bowell ở trạm Anderson Mesa thuộc Đài thiên văn Lowell.